# Les Héros cavaliers

Les Héros cavaliers est une série de bande dessinée historique française écrite par Patrick Cothias et dessinée par Michel Rouge (deux premiers tomes) puis Philippe Tarral (quatre tomes suivants). Ses six volumes ont été publiés entre 1986 et 1997 par les éditions Glénat.
Cette série qui se déroule dans la Bretagne du VIe siècle met en scène un jeune homme, Kern Ab Efrog, qui se retrouve impliqué dans les légendes du cycle arthurien.

## Publications

### Périodiques
- Patrick Cothias (scénario) et Michel Rouge (dessin), Les Héros cavaliers, dans Vécu, Glénat[2] :

1. Perd-cheval, no 12-19, 1986.
2. 11 pages de La Grande Ourse, no 32, 1988.

### Albums
- Patrick Cothias (scénario), Les Héros cavaliers, Glénat, coll. « Vécu » :

1. Perd-cheval, 1986  (ISBN 2723406601). Dessin de Michel Rouge.
2. La Grande Ourse, 1988  (ISBN 2723409422). Dessin de Michel Rouge.
3. Mark de Cornwall, 1993  (ISBN 2723416003). Dessin de Philippe Tarral.
4. L'Esprit de Vermine, 1994  (ISBN 2723417077). Dessin de Philippe Tarral.
5. Blanche fleur, 1996  (ISBN 2723418928). Dessin de Philippe Tarral.
6. La Faim des illusions, 1997  (ISBN 2723422763). Dessin de Philippe Tarral.